# Hyalinella carvalhoi
Hyalinella carvalhoi är en mossdjursart som beskrevs av Ernst Marcus 1942. Hyalinella carvalhoi ingår i släktet Hyalinella och familjen Plumatellidae. Inga underarter finns listade i Catalogue of Life.